# Греция на «Детском Евровидении — 2004»
Греция участвовала в «Детском Евровидении — 2004», проходившем в Лиллехаммере, Норвегия, 20 ноября 2004 года. На конкурсе страну представила группа Secret Band с песней «O palios mou eaftos», выступившие первыми. Они заняли девятое место, набрав 48 баллов.

## Национальный отбор
100 заявок было отправлено в ERT. Национальный отбор состоялся 26 сентября 2004 года в студии ERT в Афинах, Греция. Ведущим отбора был Гиоргос Францескакис. Победитель был определен комбинацией голосов от жюри (40%) и телеголосования (60%).
| Ellinikós Telikós Eurovision Junior 2004 — 26 сентября 2004 | Ellinikós Telikós Eurovision Junior 2004 — 26 сентября 2004 | Ellinikós Telikós Eurovision Junior 2004 — 26 сентября 2004 | Ellinikós Telikós Eurovision Junior 2004 — 26 сентября 2004 |
| №                                                           | Артист                                                      | Песня                                                       | Место                                                       |
| ----------------------------------------------------------- | ----------------------------------------------------------- | ----------------------------------------------------------- | ----------------------------------------------------------- |
| 01                                                          | Хлоя Болети                                                 | «Vima vima»                                                 | 2                                                           |
| 02                                                          | Мария Нефели Пападаки                                       | «Do-re-mi-fa-sol»                                           | —                                                           |
| 03                                                          | Александрия Каллиопе Георгеллис                             | «Tha pistepso se ena asteri»                                | 3                                                           |
| 04                                                          | Элени Фрагулия                                              | «Simera»                                                    | —                                                           |
| 05                                                          | Мария Маланци                                               | «Ble tzin»                                                  | —                                                           |
| 06                                                          | Сивилла Васиади и Гианнис Часапис                           | «I zoi synexizete»                                          | —                                                           |
| 07                                                          | София Куцури                                                | «Akouse me»                                                 | —                                                           |
| 08                                                          | Александрос Чоунтас                                         | «Tha thela»                                                 | —                                                           |
| 09                                                          | Каролина Контупиду                                          | «Ela kai chorepse mazi mas»                                 | —                                                           |
| 10                                                          | Secret Band                                                 | «O palios mou eaftos»                                       | 1                                                           |

## На «Детском Евровидении»
Финал конкурса транслировал телеканал ERT1, а результаты голосования от Греции объявляла Калли Георгелли. Secret Band выступили под первым номером перед Мальтой и заняли девятое место, набрав 48 баллов.

## Голосование[6]
| Баллы     | Страна                      |
| --------- | --------------------------- |
| 12 баллов | Кипр Мальта                 |
| 10 баллов |                             |
| 8 баллов  |                             |
| 7 баллов  |                             |
| 6 баллов  | Румыния                     |
| 5 баллов  | Великобритания              |
| 4 балла   |                             |
| 3 балла   | Франция Хорватия            |
| 2 балла   | Бельгия Швейцария           |
| 1 балл    | Испания Нидерланды Норвегия |

| Баллы     | Страна         |
| --------- | -------------- |
| 12 баллов | Кипр           |
| 10 баллов | Испания        |
| 8 баллов  | Румыния        |
| 7 баллов  | Дания          |
| 6 баллов  | Франция        |
| 5 баллов  | Великобритания |
| 4 балла   | Хорватия       |
| 3 балла   | Бельгия        |
| 2 балла   | Латвия         |
| 1 балл    | Белоруссия     |